# М1 (телеканал, Россия)
«М1» — бывший московский телеканал, осуществлявший своё вещание в дециметровом диапазоне. Тестовое вещание телеканала началось с 1994 года, на постоянной основе стал выходить с 13 февраля 1995 года под названием «31 канал». 11 декабря 1999 года телеканал сменил название на «М1» (Первый Московский) и вещал до 6 марта 2005 года.

## История

### «31-й канал» (1994—1999)
Телекомпания АОЗТ «Телеэкспресс — 31-й канал» была основана в 1994 году, в том же году началось тестовое вещание одноимённого телеканала. Он был задуман деятелями Союза кинематографистов для показа неамериканских фильмов. Планировали его как седьмой метровый и одно из названий было «Седьмое небо». Учредителями стали Главный центр радиовещания и телевидения Минсвязи, компания «Евросиб — Санкт-Петербург» (структура создана на базе Октябрьской железной дороги, принадлежит Русской Православной Церкви), а также творческое объединение «Студия раз, два, три» (В. Синельников) и несколько второстепенных учредителей.
Телеканал начал полноценную работу 13 февраля 1995 года.
Изначально под концепцией подразумевалось телевидение для провинции и о провинции, поскольку телеканал в первые несколько лет был шире представлен и больше известен в деревнях, нежели в столице, а высотные здания препятствовали приёму его сигнала. Вещание отличалось показом телетекста в самой сетке вещания. Делалось это для рекламы нового по тем временам сервиса телетекста. Сигнал сопровождался эфиром радиостанции «Маяк». Позже на канале стали появляться собственные передачи. Директором «31-го канала» был писатель и кинодраматург Владимир Синельников, заместителем директора по художественному вещанию — Владимир Шмаков.
Акционеры АОЗТ «Телеэкспресс» по данным на 1995 год: ГП «Главный центр телевидения и радиовещания» (ГЦРТ) — 23 %; ТОО «Профит» — 15 %; ЗАО «Электронные телекоммуникационные системы» — 6 %; ЗАО «Премьер-Медиа» — 44 %. Позже Евросиб продал свою долю компании «Премьер-медиа», учрежденной с участием Сергея Лисовского (ей принадлежало 40-45 % акций канала).
В начальный период работы вещание телеканала осуществлялось с 18:00. С 1 июня 1996 года добавился также утренний блок с продолжительностью вещания в 5 часов. Основным телевизионным контентом 31-го канала с 1997 года стал кинопоказ, занимавший 64 % всего его эфирного времени. Транслировали по 27-28 фильмов в неделю, в основном — советского и американского производства, что противоречило изначальному замыслу концепции эфира. В эфир часто попадали фильмы с одноголосым закадровым переводом, в том числе и бравшиеся с пиратских и полулегальных видеокассет (по аналогии с ТВ-6 и REN-TV). С пятницы и по воскресенье выходили в эфир эротические фильмы, преимущественно итальянского, испанского и американского производства. Также показывались мультфильмы, видеоклипы, телемагазины, коммерческие программы (в том числе и с участием ясновидящих) и небольшие короткометражные фильмы. Закупками кинопродукции занимались Борис Ханов и Наталья Щербакова. Службой выпуска руководил Подъяпольский[кто?], коммерческим отделом — Пётр Рыбак. Анонсировал фильмы в эфире режиссёр Пётр Соседов. Между передачами с 1997 до 1999 года телетекст уже не транслировался, но иногда до 2000 года он мог появляться в эфире телеканала при наличии свободного времени до официально объявленного конца эфира. В это же время «31-й канал» начал вещание в объёме 19 часов в сутки.
В августе 1998 года ГЦРТ продал свою долю нефтяной компании «Лукойл».
В июле 1999 года сменился состав Совета директоров, в который вошли, в частности, Сергей Лисовский и Владимир Жечков (Премьер-СВ), Леонид Федун (Лукойл).

### «М1» (1999—2005)

#### 1999—2003
11 декабря 1999 года канал сменил логотип «31» на М1 (1-й Московский). Вместе со сменой владельца пришел и новый генеральный директор — бывший исполнительный директор ТВ-6 Сергей Москвин. Вместе с ним к коллективу телеканала присоединились редакторы и режиссёры, ранее работавшие с ним на канале ТВ-6. Генеральным продюсером М1 был назначен бывший сотрудник того же телеканала Валерий Бакаев. Это было его второе пришествие на канал — ранее[когда?] он уже работал продюсером, но был уволен прежним руководством, позднее вернулся вместе с Москвиным.
С приходом нового руководства на М1 появилось большое количество собственных передач преимущественно развлекательного характера. Все они являлись собственными программными разработками телеканала, а не лицензионными передачами, чьи форматы были куплены за рубежом или у других российских каналов. По этой причине канал стал позиционировать себя как «другое телевидение». Так, появились новые музыкальные передачи («Музпром»). Кинопоказ, наоборот, перестал составлять основу сетки вещания, хотя и приносил основные рейтинги телеканалу. Фильмы в эфире стали показываться в рамках тематических рубрик: «Детская площадка», «Найти и обезвредить», «Не моё кино», «Пастельные истории», «Кино будет» и «Спальный район». Также в сетке вещания стали чаще транслировать телесериалы, в основном, недорогие, зарубежного производства (до 5 наименований в день). Успехом пользовалась телепередача «Телекинос» — о событиях в мире телевидения и кино. Огромным шагом вперёд стало появление новостной передачи «Наши в городе» с Павлом Паньковым, известным журналистом, создателем популярнейшей программы «Экспресс-камера» на телеканале 2х2. В этой передаче Павел сохранил традиции и динамику «Экспресс-камеры». Новости были свежие, интересные и имели большой зрительский интерес. Именно на канале М1 взошла телевизионная звезда Александра Гордона, который вел рейтинговую передачу «Хмурое утро». Не забыто было и о производстве эротических передач: «Клубничный десерт» заменила «Голая правда» со Светланой Песоцкой. Суть программы была в том, что ведущая по ходу чтения новостей с каждой новой новостью снимала с себя часть одежды. Взятие каналом курса на развлекательный и «жёлтый» телеконтент негативно воспринималось людьми, занимавшими руководящие посты на «31-м канале» до прихода Москвина. Их основные претензии относились именно к программе «Голая правда».
В 2000 году канал переехал из здания экскурсионного комплекса телебашни «Останкино» в центр, на 3-ю улицу Ямского поля; позже — на ул. Правды, д.15; в это время также появляется популярная утренняя передача «Будь готов!» с Вадимом Тихомировым (единственный, кто остался работать на телеканале «Домашний»). Утреннее шоу «Будь готов!» по формату значительно отличалось от похожих утренних программ на других телеканалах.
В 2001 году программы «Вовремя» с Виктором Ткаченко и «Голая правда» со Светланой Песоцкой прекратили своё существование на канале, поскольку руководители М1 очень не хотели, чтобы они исчерпали себя в эфире и стали бы восприниматься зрителями как надоевшие.

#### 2003—2005
В конце 2003 года закрытое акционерное общество «Телеэкспресс» было преобразовано в открытое.
Осенью 2004 года акции этого телеканала у компании «Медиаинвест» купил холдинг СТС Медиа, владеющий телеканалом СТС. Это приобретение профинансировал Альфа-банк, открыв кредитную линию компании-владельцу СТС на 40 миллионов долларов. После этого были начаты подготовительные работы по созданию нового федерального канала, базой для которого должны были стать М1 и ещё несколько телеканалов из российских регионов.
С 15 декабря 2004 года большинство собственных проектов было закрыто (последним прямым эфиром на М1 стал выпуск утренней программы «Будь готов!», вышедший в четверг 30 декабря 2004 года), их место временно заняли художественные фильмы, сериалы, мультфильмы, повторы собственных программ, а также информационные программы производства телекомпании «ВКТ» («Городские новости» и «Город новостей»).
Телеканал М1 прекратил своё вещание в ночь с 5 на 6 марта 2005 года в районе двух часов ночи, показав перед этим американский сериал «Латинский любовник». С 7:00 по московскому времени на его месте начал вещание телеканал «Домашний».
Согласно данным из ЕГРЮЛ, компания «Телеэкспресс» прекратила своё существование 13 февраля 2023 года.

## Программы

### 31 канал (1995—1999)
- 30 и 1
- Аргументы и факты
- Без страховки
- Время местное
- Время московское
- Время делового человека
- Градъ-город
- Дамские штучки
- День ДЮ
- Европа Плюс на 31-м канале
- Если хочешь быть здоров
- Звоните прямо сейчас
- Золотая антилопа
- Золотой век
- Игрушки
- Киноправда
- Киноаукцион
- Клубничный десерт
- Кто во что горазд
- Мой чемпион
- Мотор плюс
- Музыкальный магазин
- Музыка М-31
- Музыкальное созвездие
- Музкан
- На ночь…
- Наш Гайд-парк
- Нетелефонный разговор
- Ночные шалости plus
- Перекрёсток мнений
- Пляжное шоу
- Помоги мне, Лилиана!
- Путешествуйте с «Инной»!
- Ресторанный рейтинг
- Российская провинция
- Русский шансон
- С думой о России
- Тайны «Золотой антилопы»
- Тайны парапсихологии
- Телетур
- Хенки-Пенки
- Хит М-31
- Цветной бульвар
- XL-music
- TV-Shop

### М1 (Первый Московский) (1999—2005)
- 5 x 5
- 300 секунд о недвижимости
- Автоклуб КЭМП
- Академия собственных Ашибок
- Без страховки
- Бикини-десант
- Билет для Вас
- Ближе к бильярду
- Бредни Бари
- Будьте здоровы
- Будь готов!
- Вовремя
- Говорит и показывает радио
- Голая правда
- Город новостей
- Городские новости
- Госхран
- Градъ-Город
- Дело вкуса
- Его величество бокс
- Если хочешь быть здоров
- Естественный отбор
- Желтуха
- Жест
- Звёздная разведка
- Звёзды мирового футбола
- Игрушки для взрослых
- История болезни
- История сбитого лётчика
- Клуб ДЮ
- Лесная, 17
- Магазин на диване
- Магия хоккея
- Маски-шоу
- Мониторинг здоровья
- Московский футбол
- Музпром
- Наши в городе!
- Новости Подмосковья
- Окно в природу
- Онкология. Советы врача
- ПерспекТиВы
- Подозреватель
- Полное Мамаду
- Проекция «X»
- Приёмный покой Ланьковых
- Роксана. Мужской журнал
- Сами мы не местные
- Санитарный день
- Свет и тень
- Седьмая передача
- Серебряный ручей
- Славянский шкаф
- Смеховыжималка
- Телекинос
- Толобайки
- Торговый ряд
- Университет миллионов
- Фэйс-контроль
- Хмурое утро
- Экстро-НЛО
- Это было недавно, это было давно…
- Sex files

## Руководители

### Генеральные директора
- Владимир Синельников (1995—1999)[38][73]
- Сергей Москвин (1999—2004)[74]
- Станислав Гикало (2004—2005)[75]

### Генеральные продюсеры
- Валерий Бакаев (1999—2004)[76][77]

### Заместитель генерального директора
- Виктор Мережко (2002—2004)[78]

### Программные директора
- Владимир Шмаков (1995—1999)

### Руководитель службы кинопоказа
- Борис Ханов (1995—2005)[79]